# 环秀山庄
环秀山庄位于江苏省苏州市姑苏区金阊街道景德路上，全园面积仅1亩余，以假山为主，是清初著名造园家戈裕良的杰作，有假山"独步江南"之誉。

## 历史
环秀山庄原为五代吴越钱氏“金谷园”故址；宋时为景德寺；明为首辅申时行住宅；清乾隆年間（1736-1795），蔣楫、畢沅、孫士毅三家先後居於此處，掘地為池，疊石為山，造屋築亭於其間。道光二十七年（1847年）成為汪氏宗祠「耕耘義莊」的一部分，更名「環秀山莊」，又稱「頤園」。
山庄后多毁损，1949年时仅存一山、一池、一座“补秋舫”；1984年6月至1985年10月，由苏州市园林局和刺绣研究所共同出资，进行较大规模整修。
1988年被列为第三批全国重点文物保护单位，1997年，与其它三处苏州古典园林一同被列为世界文化遗产。

## 特色
环秀山庄是以假山为特色的一处古典园林，假山和房屋面积约占全园四分之三，园西北部为精巧的石壁，北部是临水的“补秋山房”，东北部为“半潭秋水一房山亭”。假山峻峭挺拔，主峰突兀于东南，次峰拱揖于西北，辟有山径长60余米，曲折蜿蜒，山下池水缭绕于两山之间，为苏州湖石假山之冠。